# Antonio Fresa
Antonio Fresa (Napoli, 1973) è un musicista e compositore italiano.

## Carriera
Si diploma in pianoforte presso il Conservatorio "L. Perosi" di Campobasso e studia Film Scoring presso l’Università Berklee College of Music di Boston.
Si dedica sin da subito al cinema ed alla discografia scrivendo per vari registi e come produttore artistico ed arrangiatore per diversi artisti.
Nel 2007 è tra i soci fondatori della Mad Entertainment, casa di produzione impegnata nella produzione di musica, cinema e animazione.
Dal 2000 ad oggi in tournée con diversi artisti, tra cui Nino Buonocore, Joe Barbieri e Bungaro.
Nel 2018 dirige l’orchestra al Festival di Sanremo per Vanoni, Bungaro e Pacifico con la canzone Imparare ad Amarsi, di cui è co-autore.

## Filmografia

### Cinema
- Non è giusto, regia di Antonietta De Lillo (2002)
- El Campo, regia di Hernan Belon (2011)
- L’arte della Felicità, regia di Alessandro Rak (2013)
- La Parrucchiera, regia di Stefano Incerti (2017)
- Core & Sang, regia di Lucio Fiorentino (2017)
- Gatta Cenerentola, regia di Cappiello, Guarnieri, Rak, Sansone (2017)
- Come prima, regia di Tommy Weber (2021)
- La scelta di Maria, regia di Francesco Micciché (2021)

#### Documentari
- Lo sposo di Napoli, regia di Giogiò Franchini (2014)
- Terra Bruciata, regia di Luca Gianfrancesco (2018)
- Il cinema non si ferma, regia di Marco Serafini (2020)
- Fellini degli spiriti, regia di Anselma Dell’Olio (2020)
- Dames et princes de la Préhistoire, regia di Pauline Coste (2021)
- Reliving at Pompeii, regia di Luca Mazzieri (2021)

#### Cortometraggi
- Infelix, regia di Maria di Razza (2016)
- Goodbye Marilyn, regia di Maria di Razza (2018)

### Televisione
- Il piccolo Sansereno, regia di Ivan Cappiello (2012)
- La cantata dei pastori, regia di Nicola Barile – cortometraggio d'animazione (2012)
- Arnoldo Mondadori - I libri per cambiare il mondo, regia di Francesco Miccichè – docu-drama (2022)
- I cacciatori del cielo, regia di Mario Vitale - docu-film (2023)
- Sei donne - il mistero di Leila, regia Vincenzo Marra - serie tv (2023)

## Mostre e allestimenti
- Antico Presente, Napoli (2018)
- Gli Assiri all’ombra del Vesuvio, Napoli (2019)
- Magister Raffaello, Brazil, Chile, Mexico (2020)
- Vatican Chapels - The Soundtrack Experience, Venezia (2020)
- The Borges Labyrinth Soundtrack, Venezia (2021)
- Buonasera Regina, che ha firmato "Raiz" è presente come sfondo sonoro nell'audio guida del museo "San Gennaro, oro di Napoli".

## Collaborazioni musicali
Ha al suo attivo collaborazioni con Carl Anderson, Nino Buonocore, Joe Barbieri, Stacey Kent,  Kantango, Pilar, Daniela Nardi, Flabby, Ornella Vanoni, Pacifico e Bungaro.